# Liste der Universitäten in Michigan
Liste von Universitäten und Colleges im US-Bundesstaat Michigan (in Klammern die Zahlen der Studierenden im Herbst 2021):

## Staatliche Hochschulen
- Central Michigan University in Mount Pleasant (15.424)
- Eastern Michigan University in Ypsilanti (15.340)
- Ferris State University in Big Rapids (10.361)
  - Kendall College of Art and Design
- Grand Valley State University in Allendale (22.406)
- Lake Superior State University in Sault Ste. Marie (1.812)
- University of Michigan System
  - University of Michigan in Ann Arbor (50.278)
  - University of Michigan-Dearborn in Dearborn (8.331)
  - University of Michigan-Flint in Flint (6.418)
- Michigan State University in East Lansing (49.659)
- Michigan Technological University in Houghton (7.008)
- Northern Michigan University in Marquette (7.214)
- Oakland University in Rochester Hills (17.170)
- Saginaw Valley State University in University Center (7.523)
- Wayne State University in Detroit (24.919)
- Western Michigan University in Kalamazoo (18.266)

## Private Hochschulen
- Adrian College in Adrian (1.871)
- Albion College in Albion (1.523)
- Alma College in Alma (1.353)
- Andrews University in Berrien Springs (2.927)
- Aquinas College in Grand Rapids (1.362)
- Baker College in Owosso, mit Niederlassungen in Auburn Hills, Cadillac, Jackson, Muskegon und Port Huron (4.969)
- Calvin University in Grand Rapids (3.257)
- Cleary University in Howell (751)
- College for Creative Studies in Detroit (1.620)
- Concordia University Ann Arbor in Ann Arbor (1.135)
- Cornerstone University in Grand Rapids (1.930)
- Davenport University in Grand Rapids, mit Niederlassungen in Clinton Township, Flint, Grand Rapids Downtown, Holland, Kalamazoo, Lansing, Livonia, Midland, Traverse City, Warren (5.384)
- Finlandia University in Hancock (424)
- Grace Christian University in Wyoming (1.104)
- Hillsdale College in Hillsdale (1.602)
- Hope College in Holland (3.132)
- Kalamazoo College in Kalamazoo (1.241)
- Kettering University in Flint (1.858)
- Kuyper College in Grand Rapids (127)
- Lawrence Technological University in Southfield (2.955)
- Madonna University in Livonia (2.444)
  - Saint Mary’s College
- Northwood University (2.422)
- Olivet College in Olivet (885)
- Rochester University in Rochester Hills (1.114)
- Siena Heights University in Adrian (1.966)
- Spring Arbor University in Spring Arbor (2.685)
- University of Detroit Mercy in Detroit (5.227)
- Walsh College in Troy (1.492)

## Ehemalige Hochschulen
- Das private, christliche William Tyndale College war 1945 in Detroit als Detroit Bible Institute gegründet worden. Später zog die Hochschule nach Farmington Hills. Den Namen William Tyndale College trug sie ab 1981. Sie wurde 2004 geschlossen.
- Das in Detroit ansässige private, römisch-katholische Marygrove College bot ab 1905 eine zweijährige Ausbildung für Frauen. Ab 1970 wurden auch männliche Studenten aufgenommen. Es gab 2019 die Schließung bekannt.